# Witlijngrasmot
De witlijngrasmot (Agriphila latistria) is een vlinder uit de familie grasmotten (Crambidae). De spanwijdte van de vlinder bedraagt tussen de 22 en 27 millimeter. De vlinder komt oorspronkelijk van rond de Middellandse Zee, maar heeft haar areaal naar het noorden uitgebreid. De soort overwintert als rups.

## Waardplanten
De witlijngrasmot heeft soorten uit de grassenfamilie als waardplant, vooral van het geslacht  Bromus .

## Voorkomen in Nederland en België
De witlijngrasmot is in Nederland en in België een vrij algemene soort. De soort kent één generatie, die vliegt van juli tot september.